# Niederschlagsmesser

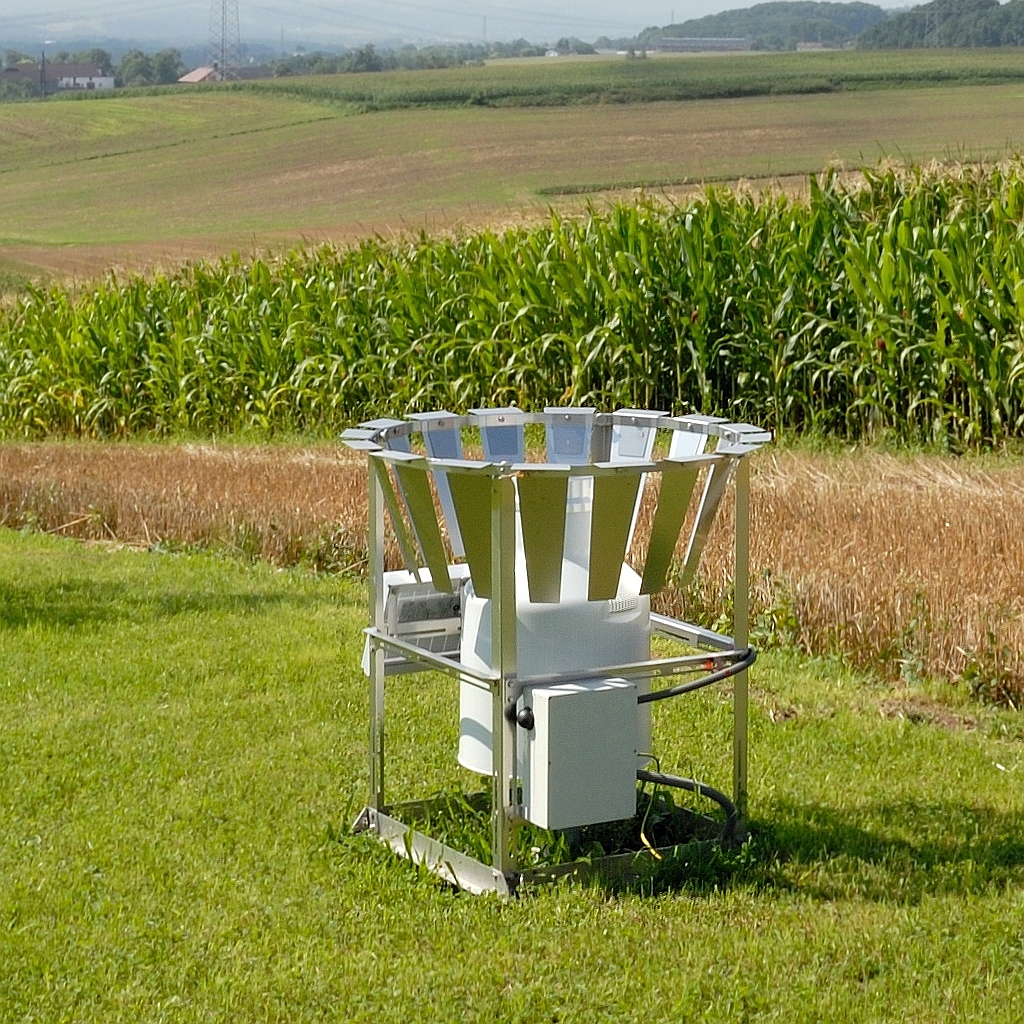
Niederschlagsmessgerät nach dem Wägeprinzip mit Windschutz

Ein Niederschlagsmesser oder Regenmesser ist ein Instrument zur Messung des Niederschlags, der in einem bestimmten Zeitintervall gefallen ist. Dabei wird üblicherweise auch der Schneefall miterfasst, soweit er zu seinem Wasseräquivalent schmilzt.
Andere Bezeichnungen sind Ombrometer (altgriechisch ὄμβρος ombros „[starker] Regen, Regenguss“ und -meter), Hyetometer (altgriechisch ὑετός hyetos „Regen“) oder Pluviometer (lateinisch pluvia „Regen“).
Der Niederschlagsmesser ist Bestandteil jeder Wetterstation. Er dient in der Meteorologie als zusätzliches Hilfsmittel der Wetterprognose und in der Klimatologie für Zwecke der langfristigen Statistik der Niederschläge.

## Geschichte

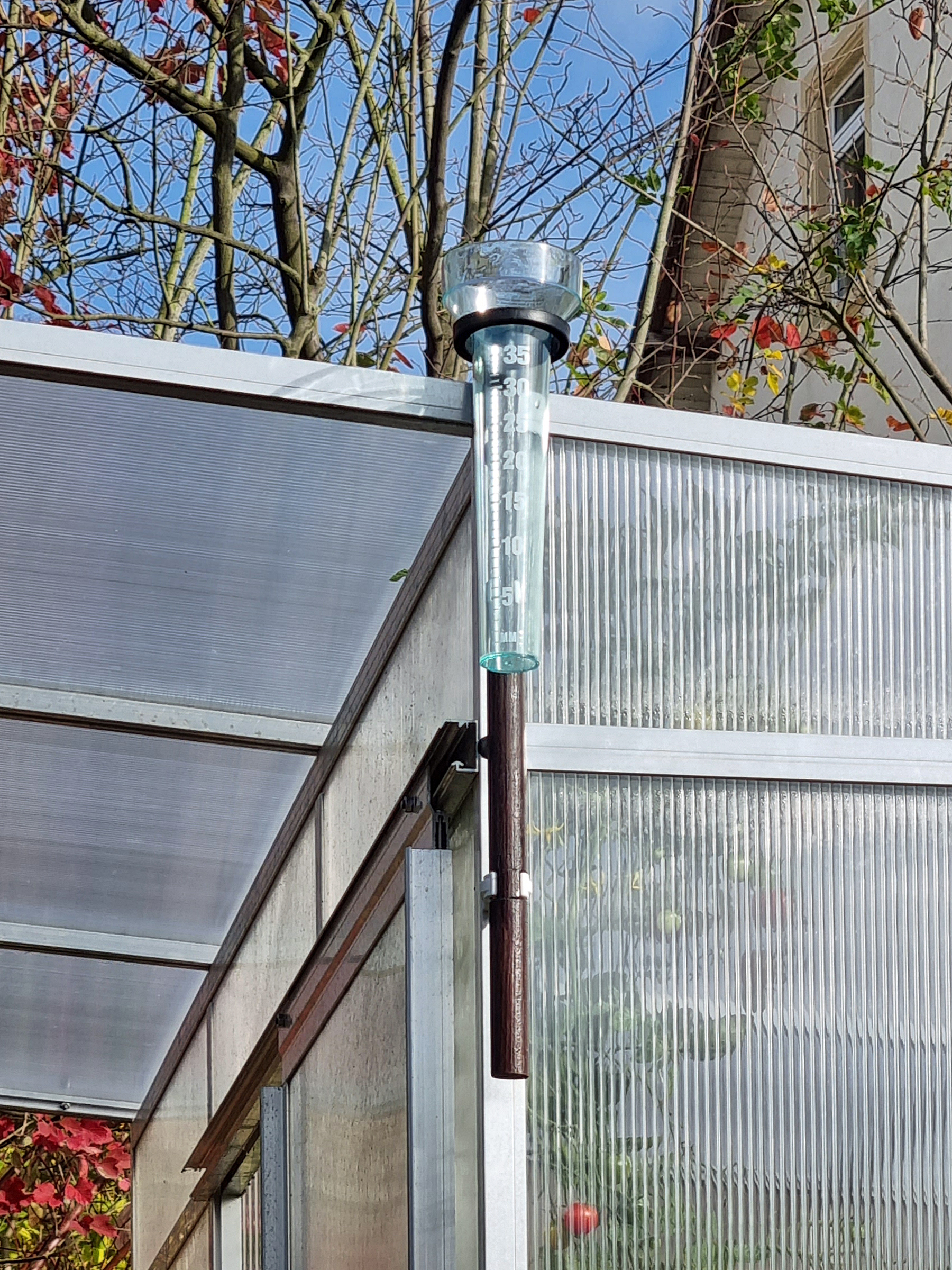
Niederschlagsmesser für den Heimbedarf

Die ersten westlichen Niederschlagsmesser wurden im Jahr 1639 von Benedetto Castelli und im Jahre 1661 von Christopher Wren konstruiert. Tatsächlich geht die Entwicklung der ersten Pluviometer zurück bis ins Jahr 1442 im heutigen Korea unter dem damaligen König Sejong.
Der Ulmer Theologe David Algoewer (1678–1737) führte als Erster in Deutschland regelmäßige Regenmessungen durch.

## Gerätetypen
Es kann zwischen analogen und digital arbeitenden Niederschlagsmessern unterschieden werden.
In beiden Fällen existieren auch Varianten mit eingebauter Heizung, so dass auch feste Niederschläge wie Schnee, Hagel oder Graupel registriert werden können. Der Auffangtrichter, die Messeinrichtung und der Regenabfluss können mit elektrischen Heizfolien und einer Temperaturregelung frostfrei gehalten werden.

### Einfache analoge Niederschlagsmesser

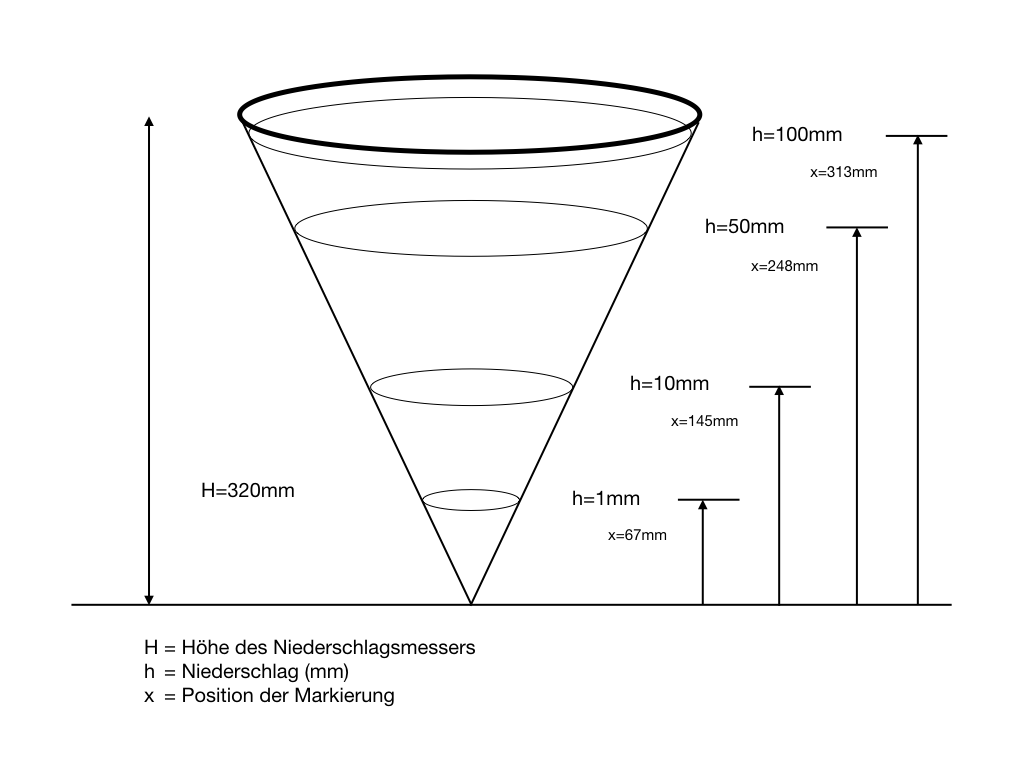
Regenmesser Markierung

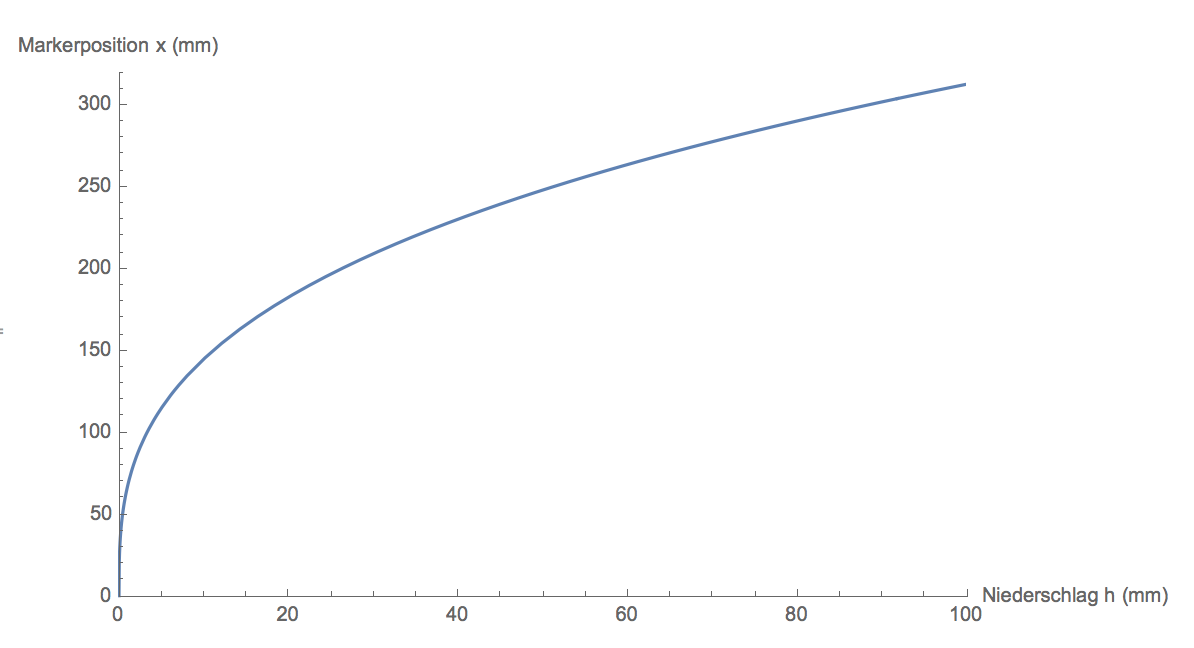
Markierungsposition x(mm) als Funktion der Regenmenge h(mm) für einen konischen Regenmesser der Höhe H=320 mm

Einfache analoge Niederschlagsmesser für den Heimbedarf sind nach oben offene, zylinderförmige Gefäße, die mit einer ablesbaren Skala ausgestattet sind. Zur Steigerung der Genauigkeit hat die Einfallsöffnung häufig die Form eines Trichters, um eine größere Niederschlagsmenge einzufangen bzw. den Einfluss der Verdunstung zu verringern.
Auf Farmen werden meist konische Regenmesser verwendet. Sie haben den Vorteil, dass kleine Regenmengen genauer als große Regenmengen abgelesen werden können. Die Markierungen bei kleinen Regenmengen liegen weiter auseinander als die Markierungen für größere Regenmengen. Solche Regenmesser haben typischerweise eine Höhe von z. B. {\displaystyle H=320\,{\text{mm}}}. Die Markierungsposition {\displaystyle x} für die Regenmenge {\displaystyle h({\text{mm}})} ist:
(Wobei 1 mm einem Niederschlag von 1 Liter pro Quadratmeter Boden entspricht)

Mit einem konischen Regenmesser der Höhe {\displaystyle H} kann maximal ein Niederschlag von 
 gemessen werden. Bei einem Regenmesser mit einer Höhe von 320 mm kann also maximal eine Regenmenge von etwas über 100 mm erfasst werden.

### Niederschlagsmesser nach Hellmann

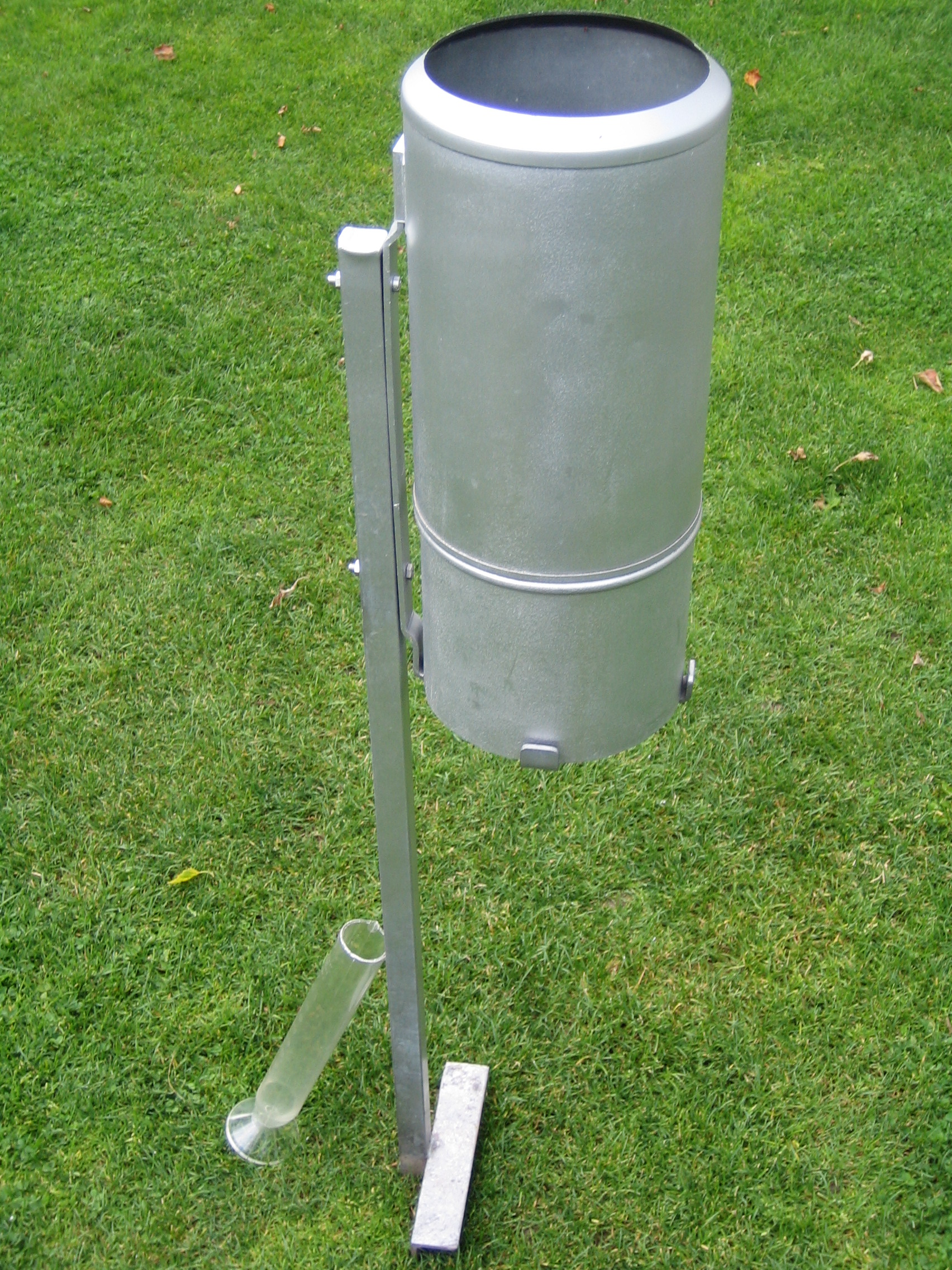
Niederschlagsmesser nach Hellmann

In der professionellen Meteorologie wird im deutschsprachigen Raum am häufigsten der Niederschlagsmesser nach Hellmann verwendet, der bereits um 1886 vom preußischen Meteorologen Gustav Hellmann entwickelt wurde. Dieser Niederschlagsmesser besteht aus Edelstahl oder Zinkblech und hat eine von einem scharfkantigen Messingring begrenzte Auffangfläche von 200 cm² gemäß Norm der World Meteorological Organization. Das Niederschlagswasser gelangt durch einen Trichter in eine Sammelkanne im Unterteil des Niederschlagsmessers, sodass es weitgehend vor Verdunstung geschützt ist. Zur Messung wird das gesammelte Niederschlagswasser in einen Messzylinder gefüllt, der eine Bestimmung auf 0,05 mm (1/20 mm) genau gestattet. Bei zu erwartenden Schneefällen wird ein so genanntes Schneekreuz in das Oberteil gestellt, wodurch der einfallende Schnee vor nachträglichen Verwirbelungen durch starken Wind geschützt wird. Zur Messung wird der gesamte Niederschlagsmesser gegen einen zweiten identischen ausgetauscht und mit verschlossenem Deckel in einen kühlen Raum gestellt, bis der feste Niederschlag in den flüssigen Aggregatzustand übergegangen ist und wie üblich abgemessen werden kann. Alternativ kann auch eine zuvor abgemessene Wassermenge dem festen, gesammelten Niederschlag hinzugegeben werden, die nach Abschluss der Messung wieder subtrahiert werden muss.
Es existiert auch eine kleinere Variante mit einer Auffangfläche von 100 cm2 (ohne Sammelkanne); im Gebirge werden auch Niederschlagsmesser mit einer Auffangfläche von 500 cm² verwendet.
Es gibt auch registrierende Versionen des Niederschlagsmessers nach Hellmann, die den zeitlichen Verlauf der gefallenen Niederschlagsmenge ohne Hilfsenergie über 24 Stunden bis einen Monat aufzeichnen (sogenannte Pluviographen). Hier gelangt das Wasser ebenfalls in eine Sammelkanne, in der sich ein Schwimmer befindet, der den Wasserstand auf einen Schreibarm und ein Schreibblatt überträgt, das auf einer Registriertrommel aufgelegt ist. Nach einer Niederschlagshöhe von 10 mm entleert sich die Sammelkanne, sodass auch größere Niederschlagsmengen aufgezeichnet werden können.

### Digitale Niederschlagsmesser

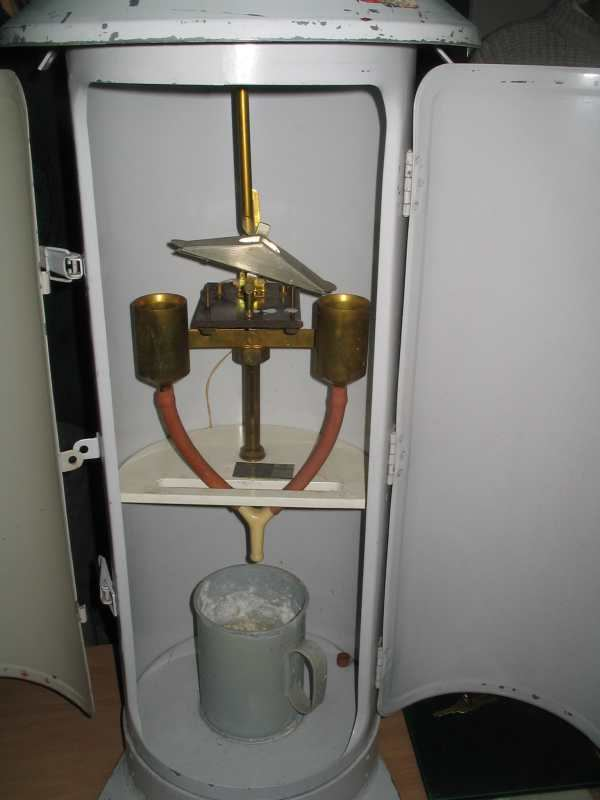
Wippe in einem Niederschlagsmesser

Automatische Niederschlagsmesser verwenden meist einen „Kipplöffel“ oder eine Kippwaage, auch Wippe genannt. Bei beiden Systemen füllt sich jeweils eine Schale mit Niederschlagswasser. Bei einem bestimmten Gewicht kippt sie nach unten und entleert sich. Aus der Anzahl der Kippbewegungen kann die Niederschlagsmenge berechnet werden. Die Kippungen werden vielfach mit einem Magneten an der Kippeinrichtung und einem gegenüber fixierten Reedkontakt elektrisch erfasst. Der grundsätzliche Unterschied zwischen Kipplöffel und Kippwaage besteht in der konstruktiven Ausführung. Der Kipplöffel ist geformt wie ein Löffel und kann nur auf einer Seite Wasser aufnehmen. Die Kippwaage ist empfindlicher und besitzt eine zweigeteilte Messkammer. Dadurch gehen auch während des eigentlichen Umkippvorgangs keine Regentropfen verloren, wie es beim Löffel der Fall sein kann.

### Wägeprinzip
Eine in jüngerer Zeit realisierte Messmethode ist das Wägeprinzip. Hier gelangt der Niederschlag in eine Auffangschale, die sich auf einer empfindlichen Waage befindet. Da 1 ml Wasser nahezu genau 1 g wiegt, kann daraus die Niederschlagsmenge ohne Rechnung direkt abgelesen werden. Der Vorteil des Systems ist, dass hier eine Heizvorrichtung entfallen kann, da auch feste Niederschläge sofort gemessen werden können und nicht erst geschmolzen werden müssen.

### Ultraschall
Ein ebenfalls jüngeres Messprinzip ist die per Ultraschall gemessene Anzahl und Größe der Regentropfen, Hagelkörner oder Schneeflocken.

## Aufstellung
Nach den Richtlinien des Deutschen Wetterdienstes beträgt die Höhe der Auffangfläche des Niederschlagsmessgeräts in der Ebene 1 m über dem Grund. Aufgrund der zu erwartenden Schneehöhe wurde die Höhe bei einer Stationshöhe über 500 m ü. NN auf 1,5 m und bei einer Stationshöhe von über 800 m ü. NN auf 2 m über Grund festgelegt.
Für klimatologisch sinnvolle Messungen muss der Niederschlagsmesser auf einem geeigneten und für das lokale Klima repräsentativen Ort aufgestellt werden. Dieser muss einerseits hinreichend offen sein, damit auch schräg einfallender Niederschlag zuverlässig aufgefangen werden kann, andererseits ist aber auch eine gewisse Abschirmung vor Starkwind nötig, um den Windfehler durch eine Überwehung des Auffanggefäßes möglichst gering zu halten. Die vom Prinzip her einfache Niederschlagsmessung ist in der Praxis vergleichsweise großen Fehlern unterworfen. Allgemein sind Messunsicherheiten von 10 bis 20 % kaum zu vermeiden. Je nach Wetterlage müssen die Messergebnisse entsprechend interpretiert werden.

## Abgrenzung zu anderen Geräten
Geräte zum Messen der Größenverteilung der Regentropfen und des zeitlichen Verlaufes heißen Distrometer.
Im Gegensatz zu Niederschlagsmessern stellen Regensensoren nur fest, ob und wie stark es regnet. Die Niederschlagsmenge wird nicht gemessen.